# Sébastien-François Bigot de Morogues
Pour les articles homonymes, voir Bigot de Morogues, Bigot et Morogues (homonymie).
Sébastien-François Bigot, vicomte de Morogues, né le 1er mars 1706 à Brest, décédé le 26 août 1781 au château de Villefallier dans la paroisse de Jouy-le-Potier (Loiret), est un officier de marine et gentilhomme français du XVIIIe siècle. Il termine sa carrière militaire avec le grade de lieutenant général des armées navales dans la Marine royale et publie un certain nombre d'ouvrages relatifs à la tactique navale.

## Biographie
Fils de Jacques Bigot et issu de la famille Bigot de Morogues, seigneur de la Motte, commissaire de la Marine, devenu intendant de justice, police et finances à Brest en 1736, puis conseiller d'État en 1747 ; et de Marguerite Pimenel, fille d'un échevin. Sébastien-François Bigot entre au sein du régiment Royal-Artillerie en 1723 et parvient au grade d'officier. Il a treize années de service lorsqu'il entre dans la Marine royale comme sous-lieutenant d'artillerie en septembre 1736. Il est embarqué sur Le Fleuron en 1737, il fait campagne sur les côtes d'Afrique.
Lieutenant d'artillerie en avril 1738, il embarque sur la frégate La Driade pour une croisière contre les corsaires salétins puis en 1739 sur le vaisseau Le Bourbon sur lequel il croise en mer Baltique et, en 1740, aux Indes occidentales où il fait naufrage le 13 avril 1741. Il est sur Le Lys en Manche en 1744. Il inspecte les batteries des côtes en Bretagne puis commande en 1745 le Solebay en croisière d'escorte côtière, et est promu capitaine d'artillerie en janvier 1746. En 1751, il commande La Sirène en escadre d'évolutions dans l'Atlantique et se révèle bon manœuvrier.
Peu après, commissaire général d'artillerie à Brest en novembre 1752, il s'occupa de la défense des côtes de Bretagne et procéda à Rochefort à des essais de nouveaux procédés pour le forage des canons.
Marié en 1743 à Marie Bodineau de Meslay, fille d'un lieutenant général d'artillerie, il racheta la terre de Morogues, en Berry, et est connu depuis lors sous le titre de vicomte de Morogues.
Vers 1749, alors capitaine de vaisseau, il anime un groupe d'officiers de marine qui organise à Brest des réunions au cours desquelles sont étudiées les questions les plus diverses intéressant la navigation. Cette société est encouragée dès ses débuts par le ministre de la Marine Rouillé, et, par lettres patentes du 30 juillet 1752, Louis XV reconnut l'utilité de cette initiative et créa l'Académie de marine en lui donnant un règlement. Il en devient le premier président.
À la demande de l'impératrice Marie-Thérèse, Bigot de Morogues commande la Marine à Ostende en 1757–1758 avant de revenir à Brest pour y prendre la tête d'une expédition destinée à débarquer en Écosse, mais le projet est annulé et il reçoit le commandement du Magnifique dans l'escadre du vice-amiral de Conflans à Brest.
Le 20 novembre 1759, il commande le vaisseau Le Magnifique, 70 canons, dans l'arrière-garde de la flotte française lors de la combat des Cardinaux. Il soutient seul, pendant une heure, un combat contre trois vaisseaux anglais et parvint à regagner l'île d'Aix.
Il est l’inspirateur de l'ordonnance du 5 novembre 1761 réorganisant l'artillerie. En 1763, il publie son ouvrage Tactique navale, qui codifie avec une grande clarté les méthodes de combat alors en usage dans les marines européennes. L'ouvrage connaîtra rapidement des traductions en anglais et en hollandais, montrant ainsi la qualité des idées qu'il y exprime.
Nommé chef d'escadre dans la promotion du 1er avril 1764, il obtient en novembre 1766 le rétablissement des compagnies d'apprentis-canoniers et compose des éléments d'histoire maritime illustrés par Nicolas Ozanne destinés à l'instruction des enfants de France. Inspecteur d'artillerie en 1767, lieutenant général des armées navales en août 1771, Morogues donne des preuves de ses capacités, et était depuis longtemps désigné par l'opinion pour prendre le portefeuille de ministre de la Marine, lorsque, à la suite d'intrigues de la cour, il doit s'exiler et passe le reste de sa vie dans ses terres.
Il meurt au château de Villefallier dans la paroisse de Jouy-le-Potier, près d'Orléans, le 26 août 1781.

## Postérité
En Bretagne, trois rues portent son nom.

## Œuvres
Bigot de Morogues, esprit d'une vaste curiosité, est l'auteur de nombreux mémoires scientifiques présentés à l'Académie de marine ou à l'Académie des sciences, sur la construction navale, la santé des équipages, la manœuvre et l'artillerie, etc. Il avait également conçu avec Duhamel du Monceau un projet d’encyclopédie des connaissances maritimes.
On lui doit les ouvrages suivants :
- Essai sur l'application de la théorie des forces centrales aux effets de la poudre à canon (Paris, 1737, in-8°) ;
- Tactique navale ou Traité des évolutions et des signaux (Paris, 1763, in-4°)[7].

Des mémoires insérés dans le Recueil de l'Académie des sciences :
- Corruption de l'air dans les vaisseaux (1748) ;
- Animal aquatique de forme singulière (1753) ;
- Traité de construction pratique (1748), resté manuscrit ;
- Huit mémoires sur 594 mots composés pour le Dictionnaire de l'Académie de marine.